# Colombia en los Juegos Olímpicos de París 2024
Colombia participó en los Juegos Olímpicos de París 2024. El responsable del equipo olímpico es el Comité Olímpico Colombiano, así como las federaciones deportivas nacionales de cada deporte con participación.
En lo que se refiere a esta edición de la justa olímpica, aunque Colombia tenía previsto aportar 89 atletas, de los cuales dos de ellos estaban clasificados en dos disciplinas, por diversas complicaciones extradeportivas relacionadas con lesiones acumuladas antes de los juegos, la cifra se redujo a 87 deportistas distribuidos en 19 deportes diferentes, uno de ellos Jazmín Álvarez se disponía para la disciplina del monopatinaje (skateboarding) no pudo competir en su disciplina por una lesión que tuvo en los entrenamientos en los primeros días de las justas deportivas antes del debut de la atleta en las olimpíadas; combinando todas las modalidades, Colombia aspiraría a ganar al menos 5 medallas. Con esto dicho, el país cafetero será el país número 33 con más deportistas en los Juegos.
Con esto dicho, con las 4 medallas logradas (3 platas, 1 bronce), Colombia completó una racha de 7 ediciones olímpicas consecutivas ganando al menos una medalla. Asimismo, Ángel Barajas le dio a Colombia la primera medalla en gimnasia en su historia (plata).

## Medallero
Los siguientes competidores colombianos ganaron medallas en los juegos. 
| Medalla           | Nombre           | Deporte      | Evento                        | Fecha        |
| ----------------- | ---------------- | ------------ | ----------------------------- | ------------ |
| Medalla de plata  | Ángel Barajas    | Gimnasia     | Barras Horizontales - Varones | 5 de agosto  |
| Medalla de plata  | Yeison López     | Halterofilia | 89Kg Masculino                | 9 de agosto  |
| Medalla de plata  | Mari Sánchez     | Halterofilia | 75Kg Femenino                 | 9 de agosto  |
| Medalla de bronce | Tatiana Rentería | Lucha        | Libre 76Kg Femenino           | 11 de agosto |

| Deporte      |   |   |   | Total |
| Gimnasia     | 0 | 1 | 0 | 1     |
| Halterofilia | 0 | 2 | 0 | 2     |
| Lucha        | 0 | 0 | 1 | 1     |

## Diplomas olímpicos
| Puesto    | Nombre                       | Deporte           | Evento                |
| --------- | ---------------------------- | ----------------- | --------------------- |
| 4° Puesto | Queensaray Villegas          | BMX Freestyle     | Femenino              |
| 4° Puesto | Sandra Arenas                | Atletismo         | Marcha femenino 20 km |
| 5° Puesto | Ingrit Valencia              | Boxeo             | 50 kg Femenino        |
| 5° Puesto | Yeni Arias                   | Boxeo             | 54 kg Femenino        |
| 5° Puesto | Angie Valdés                 | Boxeo             | 60 kg Femenino        |
| 5° Puesto | Luis Javier Mosquera         | Halterofilia      | 73 kg Masculino       |
| 5° Puesto | Flor Ruiz                    | Atletismo         | Jabalina femenino     |
| 6° Puesto | Mateo Carmona                | BMX Racing        | Masculino             |
| 6° Puesto | Luis Uribe                   | Clavados          | 3m Masculino          |
| 7° Puesto | Ángel Hernández Recalde      | Trampolín         | Masculino             |
| 7° Puesto | Valeria Araujo               | Atletismo         | Heptatlón femenino    |
| 7° Puesto | Martha Bayona                | Ciclismo de Pista | Sprint femenino       |
| 7° Puesto | Cristian Ortega              | Ciclismo de Pista | Keirin Masculino      |
| 8° Puesto | Selección femenina de Fútbol | Fútbol            | Fútbol femenino       |

## Deportistas
La siguiente es la lista de deportistas que participarán en los Juegos. Nótese que las reservas en fútbol no se cuentan:
| Deporte            | Hombres | Mujeres | Total |
| ------------------ | ------- | ------- | ----- |
| Atletismo          | 8       | 11      | 19    |
| Boxeo              | 1       | 4       | 5     |
| Ciclismo           | 9       | 6       | 15    |
| Deportes ecuestres | 1       | 0       | 1     |
| Esgrima            | 1       | 0       | 1     |
| Fútbol             | 0       | 18      | 18    |
| Gimnasia           | 2       | 1       | 3     |
| Golf               | 2       | 1       | 3     |
| Halterofilia       | 2       | 2       | 4     |
| Judo               | 0       | 1       | 1     |
| Lucha              | 2       | 2       | 4     |
| Natación           | 1       | 1       | 2     |
| Piragüismo         | 0       | 1       | 1     |
| Saltos             | 3       | 0       | 3     |
| Skateboarding      | 1       | 1       | 2     |
| Tenis              | 0       | 1       | 1     |
| Tiro con arco      | 3       | 1       | 4     |
| Triatlón           | 0       | 1       | 1     |
| Vela               | 1       | 0       | 1     |
| Total              | 37      | 52      | 89    |

## Atletismo

### Pista y ruta
Masculino
| Atleta           | Evento | Preliminar | Heat      | Heat  | Repechaje | Repechaje | Semifinal | Semifinal | Final     | Final     |
| Atleta           | Evento | Preliminar | Resultado | Lugar | Resultado | Lugar     | Resultado | Lugar     | Resultado | Lugar     |
| ---------------- | ------ | ---------- | --------- | ----- | --------- | --------- | --------- | --------- | --------- | --------- |
| Ronal Longa      | 100 m  | Exento     | 10.29     | 7     | —         | —         | Eliminado | Eliminado | Eliminado | Eliminado |
| Jhonny Rentería  | 100 m  | Exento     | 10.38     | 8     | —         | —         | Eliminado | Eliminado | Eliminado | Eliminado |
| Anthony Zambrano | 400 m  | —          | 45.49     | 7 RE  | DNS       | DNS       | Eliminado | Eliminado | Eliminado | Eliminado |

Femenino
| Atleta         | Evento       | Preliminar | Heat      | Heat  | Repechaje | Repechaje | Semifinal | Semifinal | Final      | Final     |
| Atleta         | Evento       | Preliminar | Resultado | Lugar | Resultado | Lugar     | Resultado | Lugar     | Resultado  | Lugar     |
| -------------- | ------------ | ---------- | --------- | ----- | --------- | --------- | --------- | --------- | ---------- | --------- |
| Evelis Aguilar | 400 m        | —          | 53.36     | 7 RE  | 52.86     | 7         | Eliminada | Eliminada | Eliminada  | Eliminada |
| Lina Licona    | 400 m        | —          | 51.85     | 6 RE  | 51.90     | 4         | Eliminada | Eliminada | Eliminada  | Eliminada |
| Angie Orjuela  | Maratón      | —          | —         | —     | —         | —         | —         | —         | 2:42:57 SB | 75        |
| Sandra Arenas  | Marcha 20 km | —          | —         | —     | —         | —         | —         | —         | 1:27:03    | 4         |

Mixto
| Atleta                              | Evento                 | Heat      | Heat  | Final     | Final |
| Atleta                              | Evento                 | Resultado | Lugar | Resultado | Lugar |
| ----------------------------------- | ---------------------- | --------- | ----- | --------- | ----- |
| César Herrera Laura Cristina Mojica | Relevos Marcha Maratón | N/A       | N/A   | 3:03:56   | 19°   |
| Mateo Romero Sandra Arenas          | Relevos Marcha Maratón | N/A       | N/A   | 2:57:54   | 12°   |

Pista
Masculino
| Atleta          | Evento               | Clasificación | Clasificación | Final     | Final     |
| Atleta          | Evento               | Distancia     | Posición      | Distancia | Posición  |
| --------------- | -------------------- | ------------- | ------------- | --------- | --------- |
| Arnovis Dalmero | Salto largo          | 7.92          | 10 Q          | 7.83      | 11        |
| Geiner Moreno   | Triple salto         | 16:40         | 23            | Eliminado | Eliminado |
| Mauricio Ortega | Lanzamiento de disco | 61.97         | 18            | Eliminado | Eliminado |

Femenino
| Atleta                | Evento               | Clasificación | Clasificación | Final     | Final     |
| Atleta                | Evento               | Distancia     | Posición      | Distancia | Posición  |
| --------------------- | -------------------- | ------------- | ------------- | --------- | --------- |
| Natalia Linares       | Salto largo          | 6.40          | 22            | Eliminada | Eliminada |
| Mayra Gaviria         | Lanzamiento martillo | SM            | SM            | Eliminada | Eliminada |
| María Lucelly Murillo | Lanzamiento jabalina | 60.38         | 16            | Eliminada | Eliminada |
| Flor Ruiz             | Lanzamiento jabalina | 64.40         | 3 Q           | 63.00     | 5         |

Combinado – Heptatlón femenino
| Atleta        | Evento    | 100H  | HJ   | SP       | 200 m | LJ      | JT    | 800 m      | Final   | Lugar |
| ------------- | --------- | ----- | ---- | -------- | ----- | ------- | ----- | ---------- | ------- | ----- |
| Martha Araújo | Resultado | 13.15 | 1.71 | 14.15 PB | 24.46 | 6.61 PB | 45.67 | 2:17.55 PB | 6386 AR | =7    |
| Martha Araújo | Puntos    | 1102  | 867  | 804      | 937   | 1043    | 776   | 857        | 6386 AR | =7    |

## Boxeo
| Atletas                | Evento      | Rnd. preliminar              | Octavos de final     | Cuartos de final        | Semifinales     | Final           | Final     |
| Atletas                | Evento      | Rival Resultado              | Rival Resultado      | Rival Resultado         | Rival Resultado | Rival Resultado | Puesto    |
| Masculino              | Masculino   | Masculino                    | Masculino            | Masculino               | Masculino       | Masculino       | Masculino |
| ---------------------- | ----------- | ---------------------------- | -------------------- | ----------------------- | --------------- | --------------- | --------- |
| Yilmar González        | Peso pluma  | Exento                       | Shudai Harada L 0–5  | Eliminado               | Eliminado       | Eliminado       | =9        |
| Femenino               |             |                              |                      |                         |                 |                 |           |
| Ingrit Lorena Valencia | Peso mosca  | Yesügen Oyuntsetsegiin W 5–0 | Monique Suraci W 5–0 | Kyzaibay L 1–4          | Eliminada       | Eliminada       | =5        |
| Yeni Arias             | Peso gallo  | Exento                       | Preeti Pawar W 3–2   | Im Ae-ji L 2–3          | Eliminada       | Eliminada       | =5        |
| Valeria Arboleda       | Peso pluma  | Exento                       | Xu Zichun L 2–3      | Eliminada               | Eliminada       | Eliminada       | =9        |
| Angie Valdés           | Peso ligero | Exento                       | Donjeta Sadiku W 3–2 | Kellie Harrington L 0–5 | Eliminada       | Eliminada       | =5        |

## Ciclismo

### BMX Freestyle
| Atleta              | Evento   | Clasificación | Clasificación | Final  | Final  |
| Atleta              | Evento   | Puntos        | Puesto        | Puntos | Puesto |
| ------------------- | -------- | ------------- | ------------- | ------ | ------ |
| Queensaray Villegas | Femenino | 84.42         | 6 Q           | 88.00  | 4      |

### BMX Racing
| Atletas        | Evento    | Cuartos de final | Cuartos de final | Repesca | Repesca | Semifinal | Semifinal | Final     | Final     |
| Atletas        | Evento    | Puntos           | Lugar            | Tiempo  | Lugar   | Puntos    | Lugar     | Tiempo    | Lugar     |
| -------------- | --------- | ---------------- | ---------------- | ------- | ------- | --------- | --------- | --------- | --------- |
| Diego Arboleda | Masculino | 13               | 11 Q             | N/A     | N/A     | 18        | 12        | Eliminado | Eliminado |
| Mateo Carmona  | Masculino | 11               | 9 Q              | N/A     | N/A     | 12        | 6         | 33.166    | 6         |
| Carlos Ramírez | Masculino | 16               | 16               | DNF     | 8       | Eliminado | Eliminado | Eliminado | Eliminado |
| Gabriela Bollé | Femenino  | 16               | 13               | 37.373  | 3 Q     | 19        | 14        | Eliminada | Eliminada |
| Mariana Pajón  | Femenino  | 16               | 14               | 36.015  | 1 Q     | 15        | 9         | Eliminada | Eliminada |

### Ciclismo de Montaña
| Atleta      | Evento                  | Tiempo  | Lugar |
| ----------- | ----------------------- | ------- | ----- |
| Diego Arias | Cross country masculino | 1:35:13 | 31    |

### Ciclismo de Pista
Sprint
| Deportista       | Evento           | Clasificación           | Clasificación | Ronda 1                           | Repechaje 1                                 | Ronda 2                           | Repechaje 2                       | Ronda 3                           | Repechaje 3                             | 4tos. de Final                    | Semifinales                       | Finales / BM                                                                        | Finales / BM |
| Deportista       | Evento           | Tiempo Velocidad (km/h) | Rnk           | Oposición Tiempo Velocidad (km/h) | Oposición Tiempo Velocidad (km/h)           | Oposición Tiempo Velocidad (km/h) | Oposición Tiempo Velocidad (km/h) | Oposición Tiempo Velocidad (km/h) | Oposición Tiempo Velocidad (km/h)       | Oposición Tiempo Velocidad (km/h) | Oposición Tiempo Velocidad (km/h) | Oposición Tiempo Velocidad (km/h)                                                   | Rnk          |
| ---------------- | ---------------- | ----------------------- | ------------- | --------------------------------- | ------------------------------------------- | --------------------------------- | --------------------------------- | --------------------------------- | --------------------------------------- | --------------------------------- | --------------------------------- | ----------------------------------------------------------------------------------- | ------------ |
| Cristian Ortega  | Sprint Masculino | 9.426 76.384            | 12 Q          | Helal (FRA) W 9.943 72.413        | N/A                                         | Carlin (GBR) L 9.831 73.238       | Obara (JPN) L 9.835 73.208        | Eliminado                         | Eliminado                               | Eliminado                         | Eliminado                         | Eliminado                                                                           | 13           |
| Kevin Quintero   | Sprint Masculino | 9.669 74.465            | 25            | Eliminado                         | Eliminado                                   | Eliminado                         | Eliminado                         | Eliminado                         | Eliminado                               | Eliminado                         | Eliminado                         | Eliminado                                                                           | 25           |
| Martha Bayona    | Sprint Femenino  | 10.411 69.158           | 13 Q          | Genest (CAN) W 10.932 65.862      | N/A                                         | Gros (FRA) L 10.788 66.741        | Gaxiola (MEX) W 11.081 64.976     | Friedrich (GER) L 10.716 67.189   | Gros (FRA) Fulton (NZL) W 10.871 66.231 | Finucane (GBR) L 0–2              | Eliminado                         | Disputa por el 5to. Lugar Mitchell (CAN) Hinze (GER) Capewell (GBR) L 10.780 66.790 | 7            |
| Stefany Cuadrado | Sprint Femenino  | 10.508 WJR 68.519       | 15 Q          | Mitchell (CAN) L 10.850 66.359    | Kouamé (FRA) Karwacka (POL) L 11.211 64.223 | Eliminado                         | Eliminado                         | Eliminado                         | Eliminado                               | Eliminado                         | Eliminado                         | Eliminado                                                                           | 17           |

Keirin
| Atleta           | Evento           | Ronda 1 | Repechaje | 4tos. de Final | Semifinales | Final |
| Atleta           | Evento           | Rnk     | Rnk       | Rnk            | Rnk         | Rnk   |
| ---------------- | ---------------- | ------- | --------- | -------------- | ----------- | ----- |
| Cristian Ortega  | Keirin Masculino | 3 R     | 2 Q       | 3 SF           | 4 FB        | 7     |
| Kevin Quintero   | Keirin Masculino | 2 Q     | N/A       | 6              | Eliminado   | =16   |
| Martha Bayona    | Keirin Femenino  | 6 R     | 4         | Eliminada      | Eliminada   | =23   |
| Stefany Cuadrado | Keirin Femenino  | 5 R     | 4         | Eliminada      | Eliminada   | =23   |

Omnium
| Atleta           | Evento           | Carrera de Scratch | Carrera de Scratch | Tiempo de carrera | Tiempo de carrera | Carrera de Eliminación | Carrera de Eliminación | Carrera por Puntos | Carrera por Puntos | Total | Total  |
| Atleta           | Evento           | Rnk                | Puntos             | Rnk               | Puntos            | Rnk                    | Puntos                 | Rnk                | Puntos             | Rnk   | Puntos |
| ---------------- | ---------------- | ------------------ | ------------------ | ----------------- | ----------------- | ---------------------- | ---------------------- | ------------------ | ------------------ | ----- | ------ |
| Fernando Gaviria | Omnium Masculino | 20                 | 2                  | 14                | 14                | 8                      | 26                     | 16                 | 0                  | 17    | 42     |

### Ciclismo de Ruta
Masculino
| Atleta                 | Evento | Tiempo  | Puesto |
| ---------------------- | ------ | ------- | ------ |
| Santiago Buitrago      | Ruta   | 6:21:49 | 19     |
| Daniel Felipe Martínez | Ruta   | 6:21:54 | 25     |

Femenino
| Atleta       | Evento | Tiempo  | Puesto |
| ------------ | ------ | ------- | ------ |
| Paula Patiño | Ruta   | 4:07:16 | 50     |

## Equitación

### Salto Ecuestre
| René Lopez | Kheros Van'T Hoogeinde | Prueba Individual | 39 | 97.59 | 66 | Eliminado | Eliminado | Eliminado | Eliminado | Eliminado | Eliminado |

## Esgrima
| Atleta                | Evento    | Ronda de 64     | Ronda de 32           | Ronda de 16     | Cuartos de final | Semifinal       | Final / MB      | Final / MB |
| Atleta                | Evento    | Rival Resultado | Rival Resultado       | Rival Resultado | Rival Resultado  | Rival Resultado | Rival Resultado | Puesto     |
| Masculino             | Masculino | Masculino       | Masculino             | Masculino       | Masculino        | Masculino       | Masculino       | Masculino  |
| --------------------- | --------- | --------------- | --------------------- | --------------- | ---------------- | --------------- | --------------- | ---------- |
| John Édison Rodríguez | Espada    | Exento          | Mohamed El-Sayed 7–15 | Eliminado       | Eliminado        | Eliminado       | Eliminado       | 26         |

## Fútbol femenino
La selección femenina de fútbol de Colombia clasificó a los Juegos Olímpicos tras avanzar a la final de la Copa América Femenina 2022 que tuvo lugar en Bucaramanga. Se convocaron 18 jugadoras y 4 suplentes para disputar el Torneo femenino de fútbol en los Juegos Olímpicos de París 2024.
| N.º | Nombre             | Posición      | Edad    | PJ  | Goles | Club                       |
| --- | ------------------ | ------------- | ------- | --- | ----- | -------------------------- |
| 1   | Catalina Pérez     | Portera       | 30 años | 40  | 0     | Werder Bremen              |
| 12  | Katherine Tapia    | Portera       | 32 años | 7   | 0     | Palmeiras                  |
| 22  | Sandra Sepúlveda   | Portera       | 37 años | 59  | 0     | Club Llaneros              |
| 2   | Manuela Vanegas    | Defensa       | 25 años | 58  | 8     | Real Sociedad              |
| 3   | Daniela Arias      | Defensa       | 30 años | 50  | 4     | Corinthians                |
| 4   | Daniela Caracas    | Defensa       | 28 años | 9   | 0     | RCD Espanyol               |
| 5   | Yirleidis Minota   | Defensa       | 22 años | 0   | 0     | CF Pachuca                 |
| 14  | Ángela Barón       | Defensa       | 21 años | 7   | 0     | Atlético Nacional          |
| 16  | Jorelyn Carabalí   | Defensa       | 28 años | 41  | 0     | Brighton & Hove Albion     |
| 17  | Carolina Arias     | Defensa       | 34 años | 82  | 2     | América de Cali            |
| 6   | Daniela Montoya    | Mediocampista | 34 años | 95  | 7     | Atlético Nacional          |
| 8   | Marcela Restrepo   | Mediocampista | 29 años | 34  | 3     | Atlético Nacional          |
| 10  | Leicy Santos       | Mediocampista | 29 años | 50  | 10    | Atlético de Madrid         |
| 13  | Ilana Izquierdo    | Mediocampista | 22 años | 7   | 0     | Mississippi State Bulldogs |
| 15  | Liana Salazar      | Mediocampista | 32 años | 42  | 2     | Millonarios                |
| 20  | Lady Andrade       | Mediocampista | 33 años | 55  | 6     | Real Brasília FC           |
| 21  | María Camila Reyes | Mediocampista | 23 años | 11  | 0     | Santa Fe                   |
| 7   | Manuela Paví       | Delantera     | 24 años | 14  | 3     | Deportivo Cali             |
| 9   | Mayra Ramírez      | Delantera     | 26 años | 17  | 3     | Chelsea                    |
| 11  | Catalina Usme      | Delantera     | 35 años | 104 | 56    | CF Pachuca                 |
| 18  | Linda Caicedo      | Delantera     | 20 años | 33  | 9     | Real Madrid                |
| 19  | Wendy Bonilla      | Delantera     | 22 años | 6   | 1     | América de Cali            |
| DT  | Ángelo Marsiglia   | Entrenador    |         | 12  |       |                            |

### Resultados

#### Fase de grupos
– Clasificado para los cuartos de final (en negrita).

     – Posible clasificación para los cuartos de final como uno de los dos mejores terceros.
| Equipo        | Pts. | PJ | PG | PE | PP | GF | GC | Dif. |
| ------------- | ---- | -- | -- | -- | -- | -- | -- | ---- |
| Francia       | 6    | 3  | 2  | 0  | 1  | 6  | 5  | 1    |
| Canadá        | 3    | 3  | 3  | 0  | 0  | 5  | 2  | 3    |
| Colombia      | 3    | 3  | 1  | 0  | 2  | 4  | 4  | 0    |
| Nueva Zelanda | 0    | 3  | 0  | 0  | 3  | 2  | 6  | –4   |

| 25 de julio de 2024, 21:00 | Francia                   | 3:2 (3:0)                | Colombia                   | Stade de Lyon, Lyon |                     |
|                            | Katoto 6', 42' · Dali 18' | COI Reporte FIFA Reporte | Usme 54' (pen.) · Paví 64' | Árbitra: Tori Penso | Árbitra: Tori Penso |

| 28 de julio de 2024, 17:00 | Nueva Zelanda | 0:2 (0:1)                | Colombia                  | Stade de Lyon, Lyon   |                       |
|                            |               | COI Reporte FIFA Reporte | Restrepo 27' · Santos 72' | Árbitra: Kim Yu-jeong | Árbitra: Kim Yu-jeong |

| 31 de julio de 2024, 21:00 | Colombia | 0:1 (0:0)                | Canadá     | Stade de Nice, Niza    |                        |
|                            |          | COI Reporte FIFA Reporte | Gilles 61' | Árbitra: Rebecca Welch | Árbitra: Rebecca Welch |

#### Fase final

##### Cuartos de final
| 3 de agosto de 2024, 17:00 | España                                     | 2:2 (2:2, 0:1) (t. s.)(4:2 p.) | Colombia                            | Stade de Lyon, Lyon   |                       |
|                            | Hermoso 79' · Paredes 90+7'                | COI Reporte FIFA Reporte       | Ramírez 12' · Santos 52'            | Árbitra: Katia García | Árbitra: Katia García |
|                            |                                            | Tiros desde el punto penal     |                                     |                       |                       |
|                            | Caldentey · Navarro · Paralluelo · Bonmatí |                                | Usme · Vanegas · Salazar · Carabalí |                       |                       |

## Gimnasia

### Gimnasia Artística
Masculino
| Atleta        | Evento           | Clasificación | Clasificación | Clasificación | Clasificación | Clasificación | Clasificación | Clasificación | Clasificación | Final     | Final     | Final     | Final     | Final     | Final     | Final     | Final     |
| Atleta        | Evento           | Aparatos      | Aparatos      | Aparatos      | Aparatos      | Aparatos      | Aparatos      | Total         | Puesto        | Aparatos  | Aparatos  | Aparatos  | Aparatos  | Aparatos  | Aparatos  | Total     | Puesto    |
| Atleta        | Evento           | F             | PH            | R             | V             | PB            | HB            | Total         | Puesto        | F         | PH        | R         | V         | PB        | HB        | Total     | Puesto    |
| ------------- | ---------------- | ------------- | ------------- | ------------- | ------------- | ------------- | ------------- | ------------- | ------------- | --------- | --------- | --------- | --------- | --------- | --------- | --------- | --------- |
| Ángel Barajas | Barras paralelas | —             | —             | —             | —             | 14.700        | —             | 14.700        | 14            | Eliminado | Eliminado | Eliminado | Eliminado | Eliminado | Eliminado | Eliminado | Eliminado |
| Ángel Barajas | Barra horizontal | —             | —             | —             | —             | —             | 14.466        | 14.466        | 6 Q           | —         | —         | —         | —         | —         | 14.533    | 14.533    | Plata     |

Femenino
| Atleta       | Evento   | Clasificación | Clasificación | Clasificación | Clasificación | Clasificación | Clasificación | Final    | Final    | Final    | Final    | Final  | Final  |
| Atleta       | Evento   | Aparatos      | Aparatos      | Aparatos      | Aparatos      | Total         | Puesto        | Aparatos | Aparatos | Aparatos | Aparatos | Total  | Puesto |
| Atleta       | Evento   | V             | UB            | BB            | F             | Total         | Puesto        | V        | UB       | BB       | F        | Total  | Puesto |
| ------------ | -------- | ------------- | ------------- | ------------- | ------------- | ------------- | ------------- | -------- | -------- | -------- | -------- | ------ | ------ |
| Luisa Blanco | Completo | 13.466        | 12.833        | 12.766        | 12.633        | 51.698        | 30 Q          | 13.500   | 11.133   | 12.866   | 12.700   | 50.199 | 23     |

### Gimnasia Trampolín
| Gimnasta        | Evento                | Clasificación | Clasificación | Final   | Final |
| Gimnasta        | Evento                | Puntaje       | Rank          | Puntaje | Rank  |
| --------------- | --------------------- | ------------- | ------------- | ------- | ----- |
| Ángel Hernández | Masculino - Trampolín | 58.640        | 8 Q           | 53.150  | 7     |

## Golf
Hombres
| Atleta             | Evento     | Ronda 1 | Ronda 2 | Ronda 3 | Ronda 4 | Total   | Total | Total  |
| Atleta             | Evento     | Puntaje | Puntaje | Puntaje | Puntaje | Puntaje | Par   | Puesto |
| ------------------ | ---------- | ------- | ------- | ------- | ------- | ------- | ----- | ------ |
| Nicolás Echavarría | Individual | 74      | 69      | 71      | 68      | 282     | —2    | =35    |
| Camilo Villegas    | Individual | 76      | 74      | 72      | 71      | 293     | +9    | 57     |

Mujeres
| Atleta           | Evento     | Ronda 1 | Ronda 2 | Ronda 3 | Ronda 4 | Total   | Total | Total  |
| Atleta           | Evento     | Puntaje | Puntaje | Puntaje | Puntaje | Puntaje | Par   | Puesto |
| ---------------- | ---------- | ------- | ------- | ------- | ------- | ------- | ----- | ------ |
| María José Uribe | Individual | 70      | 70      | 71      | 73      | 284     | –4    | T10    |

## Halterofilia
Masculino
| Atleta               | Evento | Arranque  | Arranque | Embión    | Embión | Total | Rnk              |
| Atleta               | Evento | Resultado | Rnk      | Resultado | Rnk    | Total | Rnk              |
| -------------------- | ------ | --------- | -------- | --------- | ------ | ----- | ---------------- |
| Luis Javier Mosquera | −73 kg | 155       | 2        | 185       | 7      | 340   | 5                |
| Yeison López         | −89 kg | 180       | 2        | 210       | 3      | 390   | Medalla de plata |

Femenino
| Atleta              | Evento | Arranque  | Arranque | Embión    | Embión | Total | Rnk              |
| Atleta              | Evento | Resultado | Rnk      | Resultado | Rnk    | Total | Rnk              |
| ------------------- | ------ | --------- | -------- | --------- | ------ | ----- | ---------------- |
| Yenny Álvarez       | −59 kg | 105       | 3        | 132       | N/A    | DNF   | N/A              |
| Mari Leivis Sánchez | −71 kg | 112       | 4        | 145       | 2      | 257   | Medalla de plata |

## Judo
Femenino
| Atletas     | Evento   | 1.ª ronda    | 1.ª ronda | 2.ª ronda | 2.ª ronda | Cuartos de final | Cuartos de final | Repesca semifinal | Repesca semifinal | Semifinal | Semifinal | Repesca final | Repesca final | Final     | Final     | Lugar     |
| Atletas     | Evento   | Oponente     | Resultado | Op.       | Res.      | Op.              | Res.             | Op.               | Res.              | Op.       | Res.      | Op.           | Res.          | Op.       | Res.      | Lugar     |
| Femenino    | Femenino | Femenino     | Femenino  | Femenino  | Femenino  | Femenino         | Femenino         | Femenino          | Femenino          | Femenino  | Femenino  | Femenino      | Femenino      | Femenino  | Femenino  | Femenino  |
| ----------- | -------- | ------------ | --------- | --------- | --------- | ---------------- | ---------------- | ----------------- | ----------------- | --------- | --------- | ------------- | ------------- | --------- | --------- | --------- |
| Erika Lasso | -48 kg   | Lin Chen-Hao | 0:10      | Eliminada | Eliminada | Eliminada        | Eliminada        | Eliminada         | Eliminada         | Eliminada | Eliminada | Eliminada     | Eliminada     | Eliminada | Eliminada | Eliminada |

## Lucha
Estilo Libre
| Atleta           | Evento | Ronda de 16               | Cuartos de final            | Semifinal               | Repechaje           | Final / BM                                          | Final / BM        |
| Atleta           | Evento | Oposición Resultado       | Oposición Resultado         | Oposición Resultado     | Oposición Resultado | Oposición Resultado                                 | Rank              |
| ---------------- | ------ | ------------------------- | --------------------------- | ----------------------- | ------------------- | --------------------------------------------------- | ----------------- |
| Alisson Cardozo  | 50 kg  | Dilyté (LTU) L 0–6F       | Eliminado                   | Eliminado               | Eliminado           | Eliminado                                           | 12                |
| Tatiana Rentería | 76 kg  | Sghaiber (TUN) W 8–4 VPO1 | Davaanasan (MGL) W 6–3 VPO1 | Kagami (JPN) L 2–4 VPO1 | N/A                 | Combate por medalla de Bronce Reasco (ECU) W 2–1 PP | Medalla de bronce |

Greco-Romana
| Atleta       | Evento | Ronda de 16           | Cuartos de final    | Semifinales         | Repechaje               | Final / BM          | Final / BM |
| Atleta       | Evento | Oposición Resultado   | Oposición Resultado | Oposición Resultado | Oposición Resultado     | Oposición Resultado | Rank       |
| ------------ | ------ | --------------------- | ------------------- | ------------------- | ----------------------- | ------------------- | ---------- |
| Jair Cuero   | 77 kg  | Zhadrayev (KAZ) L 0–9 | Eliminado           | Eliminado           | Makhmudov (KGZ) L 0–9   | Eliminado           | 15         |
| Carlos Muñoz | 87 kg  | Mohmadi (IRN) L 0–9   | Eliminado           | Eliminado           | Kułynycz (POL) L PP 1–3 | Eliminado           | 15         |

## Natación

### Natación: Carreras
| Atleta         | Evento        | Preliminares | Preliminares | Semifinal | Semifinal | Final     | Final     |
| Atleta         | Evento        | Tiempo       | Puesto       | Tiempo    | Puesto    | Tiempo    | Puesto    |
| Masculino      | Masculino     | Masculino    | Masculino    | Masculino | Masculino | Masculino | Masculino |
| -------------- | ------------- | ------------ | ------------ | --------- | --------- | --------- | --------- |
| Anthony Rincón | 100 m espalda | 55.42        | 37           | Eliminado | Eliminado | Eliminado | Eliminado |
| Femenino       |               |              |              |           |           |           |           |
| Stefanía Gómez | 100 m braza   | 1:09.16      | 29           | Eliminada | Eliminada | Eliminada | Eliminada |

### Clavados
Masculino
| Atleta            | Evento                     | Preliminares | Preliminares | Semifinales | Semifinales | Final     | Final     |
| Atleta            | Evento                     | Puntos       | Rnk          | Puntos      | Rnk         | Puntos    | Rnk       |
| ----------------- | -------------------------- | ------------ | ------------ | ----------- | ----------- | --------- | --------- |
| Daniel Restrepo   | Trampolín 3m - Masculino   | 361.10       | 20           | Eliminado   | Eliminado   | Eliminado | Eliminado |
| Luis Uribe        | Trampolín 3m - Masculino   | 375.90       | 17 Q         | 423.80      | 10 Q        | 421.85    | 6         |
| Alejandro Solarte | Plataforma 10m - Masculino | 363.10       | 20           | Eliminado   | Eliminado   | Eliminado | Eliminado |

## Piragüismo

### Sprint
Femenino
| Atleta        | Evento                         | Eliminatoria | Eliminatoria | 4tos. de Final | 4tos. de Final | Semifinales | Semifinales | Final     | Final |
| Atleta        | Evento                         | Tiempo       | Rnk          | Tiempo         | Rnk            | Tiempo      | Rnk         | Tiempo    | Rnk   |
| ------------- | ------------------------------ | ------------ | ------------ | -------------- | -------------- | ----------- | ----------- | --------- | ----- |
| Manuela Gómez | C-1 200m - Femenina Individual | 49.87        | 6 QF         | 49.54          | 4              | Eliminado   | Eliminado   | Eliminado | 26    |

## Skateboarding
Masculino
| Atleta              | Evento | Clasificación | Clasificación | Final     | Final     |
| Atleta              | Evento | Puntos        | Puesto        | Puntos    | Puesto    |
| ------------------- | ------ | ------------- | ------------- | --------- | --------- |
| Jhancarlos González | Calle  | 48.09         | 22            | Eliminado | Eliminado |

## Tenis
Femenino
| Atleta                      | Evento     | Primera Ronda               | Segunda Ronda                     | Tercera Ronda                  | Cuartos de final | Semifinales     | Final / MB      | Final / MB |
| Atleta                      | Evento     | Rival Resultado             | Rival Resultado                   | Rival Resultado                | Rival Resultado  | Rival Resultado | Rival Resultado | Puesto     |
| --------------------------- | ---------- | --------------------------- | --------------------------------- | ------------------------------ | ---------------- | --------------- | --------------- | ---------- |
| María Camila Osorio Serrano | Individual | Jeļena Ostapenko W 6-4, 6-3 | Dayana Yastremska W 7–6(7-4), 6–4 | Danielle Collins L 6-0 4-6 6-3 | Eliminada        | Eliminada       | Eliminada       | Eliminada  |

## Tiro con Arco
Masculino
| Atleta                                          | Evento      | Pos. Rd. | Pos. Rd. | 32avos de final | 16avos de final | Octavos de final | Cuartos de final | Semifinales   | Final / MB    | Final / MB |
| Atleta                                          | Evento      | Puntaje  | Posición | Rival Puntaje   | Rival Puntaje   | Rival Puntaje    | Rival Puntaje    | Rival Puntaje | Rival Puntaje | Puesto     |
| ----------------------------------------------- | ----------- | -------- | -------- | --------------- | --------------- | ---------------- | ---------------- | ------------- | ------------- | ---------- |
| Santiago Arcila                                 | Individual  | 673      | 15       | Klein 6–4       | Olaru 6–2       | Kim Je-deok 4–6  | Eliminado        | Eliminado     | Eliminado     | =9         |
| Jorge Enríquez                                  | Individual  | 655      | 43       | Zhangbyrbay 7–3 | Grande 2–6      | Eliminado        | Eliminado        | Eliminado     | Eliminado     | =17        |
| Andrés Hernández Vera                           | Individual  | 642      | 56       | Chirault 1–7    | Eliminado       | Eliminado        | Eliminado        | Eliminado     | Eliminado     | =33        |
| Santiago Arcila Jorge Enríquez Andrés Hernández | Por equipos | 1970     | 11       | —               | —               | Turquía 4–5      | Eliminados       | Eliminados    | Eliminados    | =9         |

Femenino
| Atleta           | Evento     | Pos. Rd. | Pos. Rd. | 32avos de final    | 16avos de final | Octavos de final | Cuartos de final | Semifinales   | Final / MB    | Final / MB |
| Atleta           | Evento     | Puntaje  | Posición | Rival Puntaje      | Rival Puntaje   | Rival Puntaje    | Rival Puntaje    | Rival Puntaje | Rival Puntaje | Puesto     |
| ---------------- | ---------- | -------- | -------- | ------------------ | --------------- | ---------------- | ---------------- | ------------- | ------------- | ---------- |
| Ana María Rendón | Individual | 649      | 36       | Lei Chien-ying 1—7 | Eliminada       | Eliminada        | Eliminada        | Eliminada     | Eliminada     | =33        |

Mixto
| Atleta                           | Evento  | Pos. Rd. | Pos. Rd. | 32avos de final | 16avos de final | Octavos de final | Cuartos de final | Semifinales   | Final / MB    | Final / MB |
| Atleta                           | Evento  | Puntaje  | Posición | Rival Puntaje   | Rival Puntaje   | Rival Puntaje    | Rival Puntaje    | Rival Puntaje | Rival Puntaje | Puesto     |
| -------------------------------- | ------- | -------- | -------- | --------------- | --------------- | ---------------- | ---------------- | ------------- | ------------- | ---------- |
| Ana María Rendón Santiago Arcila | Equipos | 1322     | 15       | Exento          | Exento          | Alemania 4—5     | Eliminados       | Eliminados    | Eliminados    | =9         |

## Triatlón
Individual
| Atleta                   | Evento   | Tiempo  | Puesto |
| ------------------------ | -------- | ------- | ------ |
| María Carolina Velásquez | Femenino | 2:02:13 | 37     |

## Vela
Prueba Masculina - Fórmula Kite
| Atleta         | Evento       | Carrera | Carrera | Carrera | Carrera | Carrera | Carrera | Carrera | Carrera                               | Carrera                               | Carrera                               | Carrera                               | Carrera                               | Carrera                               | Carrera                               | Carrera                               | Carrera                               | Carrera | Carrera | Carrera | Carrera   | Carrera   | Carrera   | Carrera   | Carrera   | Carrera   | Carrera   | Carrera   | Carrera   | Carrera   | Carrera   | Carrera   | Final (Rnk) |
| Atleta         | Evento       | 1       | 2       | 3       | 4       | 5       | 6       | 7       | 8                                     | 9                                     | 10                                    | 11                                    | 12                                    | 13                                    | 14                                    | 15                                    | 16                                    | TOT     | PTS     | Rank    | SF1       | SF2       | SF3       | SF4       | SF5       | SF6       | F1        | F2        | F3        | F4        | F5        | F6        | Final (Rnk) |
| -------------- | ------------ | ------- | ------- | ------- | ------- | ------- | ------- | ------- | ------------------------------------- | ------------------------------------- | ------------------------------------- | ------------------------------------- | ------------------------------------- | ------------------------------------- | ------------------------------------- | ------------------------------------- | ------------------------------------- | ------- | ------- | ------- | --------- | --------- | --------- | --------- | --------- | --------- | --------- | --------- | --------- | --------- | --------- | --------- | ----------- |
| Victor Bolaños | Formula Kite | 18      | 20      | 17      | 18      | 18      | 12      | 15      | Rondas Canceladas por falta de viento | Rondas Canceladas por falta de viento | Rondas Canceladas por falta de viento | Rondas Canceladas por falta de viento | Rondas Canceladas por falta de viento | Rondas Canceladas por falta de viento | Rondas Canceladas por falta de viento | Rondas Canceladas por falta de viento | Rondas Canceladas por falta de viento | 118     | 80      | 20      | Eliminado | Eliminado | Eliminado | Eliminado | Eliminado | Eliminado | Eliminado | Eliminado | Eliminado | Eliminado | Eliminado | Eliminado | 20          |